# Захарченко Віталій Юрійович
Віталій Юрійович Захарченко (нар. 20 січня 1963, Костянтинівка, Донецька область, Українська РСР) — колишній український (після 2014 отримав російське громадянство) державний службовець, політик, державний діяч, бізнесмен, проросійський колаборант, власник закритого проросійського пропагандистського телеканалу КРТ, колишній голова Державної податкової служби України (25 грудня 2010 — 7 листопада 2011) та 10-й міністр внутрішніх справ України (7 листопада 2011 — 21 лютого 2014) в першому та другому уряді Миколи Азарова; підозрюваний у злочинах проти людяності під час подій Євромайдану. Громадянин Росії.
Відставка Захарченка з поста міністра внутрішніх справ та розслідування його діяльності були одними з головних вимог Євромайдану та опозиційних політичних партій.
З 26 лютого 2014 знаходиться в розшуку СБУ. Переховується від правосуддя в Росії.
26 лютого 2021 потрапив до санкційного списку на засіданні РНБО, та був позбавлений усіх державних нагород та звань.

## Освіта
- 1986 — Ризька спеціальна середня школа міліції МВС СРСР,
- 1991 — Ризький філіал Мінської вищої школи МВС СРСР,
- 1998 — магістратура Національної академії МВС України,
- 2010 — ВНЗ УКООП спілки «Полтавський університет економіки і торгівлі, міжгалузевий інститут підвищення кваліфікації та перепідготовки спеціалістів» за спеціальністю «Облік і аудит».

Спеціальності за освітою — правознавство, управління в сфері правопорядку, облік і аудит.

## Трудова і політична діяльність
Трудову діяльність розпочав 1981 року. З січня 1984 по березень 2008 — служба в органах внутрішніх справ на оперативних та керівних посадах.
З травня 2008 по липень 2009 — заступник голови Державної податкової адміністрації у Полтавській області. З липня 2009 року по червень 2010 року — перший заступник голови — начальник управління податкової міліції ДПА у Полтавській області.
З червня по липень 2010 — перший заступник начальника податкової міліції ДПА України. З липня по грудень 2010 року — перший заступник Голови Державної податкової адміністрації України.
Швидкий кар'єрний ріст Захарченка пов'язували з його наближеністю до старшого сина президента Януковича — Олександра, включаючи його до так званої «Сім'ї» Януковича.
На посаду Голови Державної податкової служби України призначений 25 грудня 2010.
7 листопада 2011 президент Янукович звільнив з посади глави МВС Анатолія Могильова та призначив Захарченка міністром МВС, звільнивши його з поста глави Державної податкової служби.
Як згодом було встановлено Генеральною прокуратурою, Захарченко намагався змістити з посади митрополита РПЦвУ Володимира Сабодана. За ним протягом 179 днів велося спостереження, також він міг пересуватися тільки за згодою певних осіб.

### Під час Євромайдану

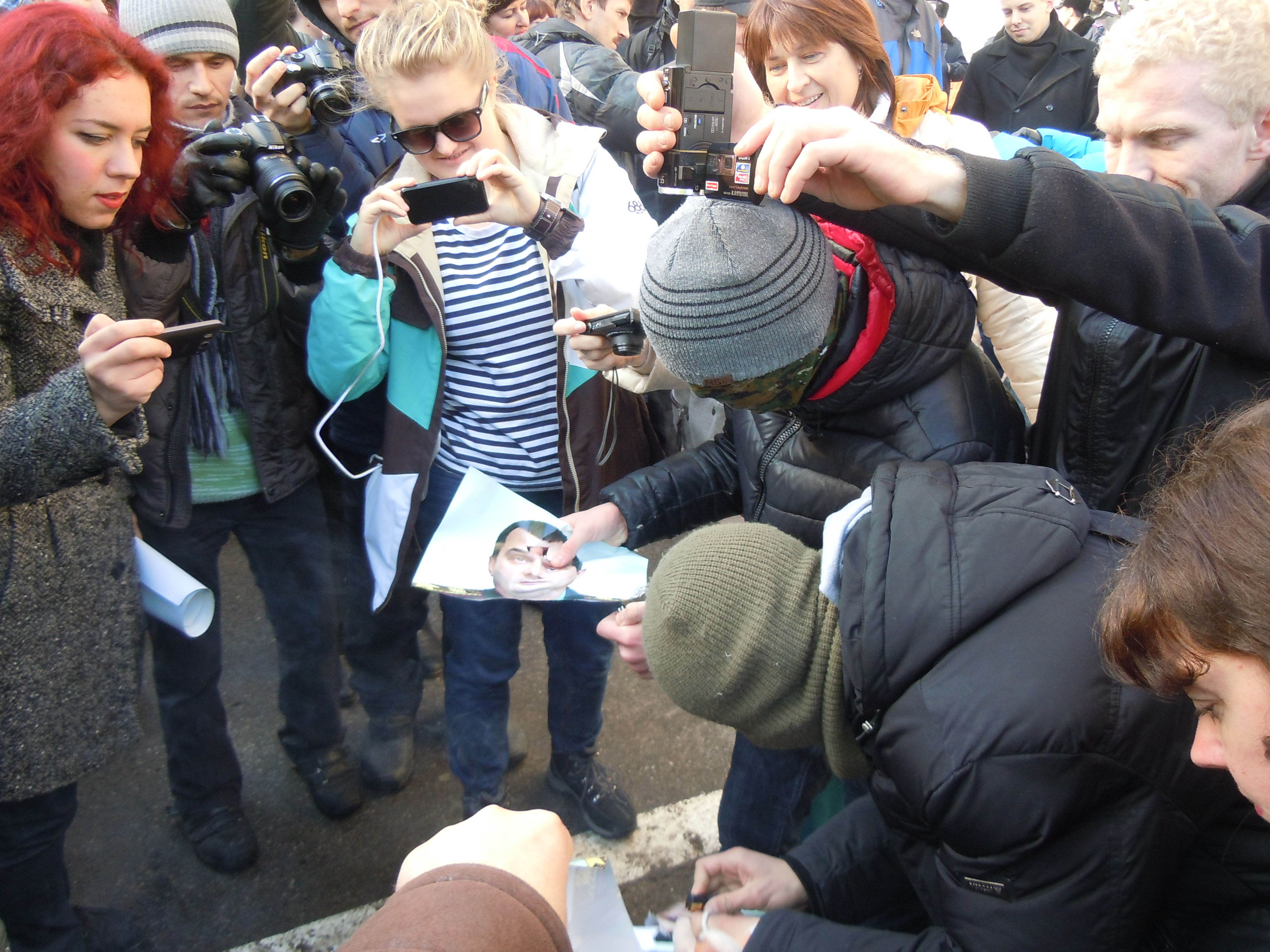
Акція Євромайдану — спалення портрету Захарченка під час пікету Обласного управління МВС в Одеській області, Одеса

За безпосереднім наказом Захарченка, співробітники МВС 20 лютого 2014 розпочали застосовувати вогнепальну зброю проти активістів Євромайдану.
21 лютого 2014 Верховна Рада, яка зібралася після безпрецедентних збройних протистоянь між владою та протестувальниками у центрі Києва, що призвели до масових людських жертв, проголосувала за відсторонення в.о. глави МВС Віталія Захарченка від займаної посади.
Вночі проти 22 лютого 2014 втік з України до Білорусі, перед цим намагався вилетіти з аеропорту Донецька за межі України, однак прикордонники його не випустили, після чого він залишив аеропорт.

### Втеча до Росії та подальша доля
Після цього довгий час місцезнаходження Захарченка було невідомо. Лише у квітні стало зрозуміло, що він знаходиться на територій Росії, де він дав інтерв'ю російському «Першому каналу», у якому відкинув звинувачення на свою адресу і звинуватив нових керівників МВС (Арсена Авакова) та Генпрокуратури (Олега Махніцького) у неналежному розслідуванні справи і заявив, що міліція та спецпідрозділ «Беркут» не мали відношення до стрілків на Майдані. При цьому, розповідаючи про початок революції та дві частини Майдану, Захарченко не згадав про силовий розгін 30 листопада, а також репресії проти журналістів, що були за кілька днів після цього, причетність спецпідрозділу «Беркут» до яких зафіксовано на відео. Віталій Захарченко також взяв участь у прес-конференції в Ростові-на-Дону разом з Віктором Януковичем та Віктором Пшонкою, де, назвавши себе чинним Міністром внутрішніх справ, закликав співробітників міліції не виконувати «злочинні накази».
25 лютого 2014 Верховна Рада звернулася до міжнародного трибуналу щодо встановлення винних в скоєнні злочинів проти людяності та притягнення до кримінальної відповідальності, в списку фігурує і Захарченко.
16 січня 2015 Захарченко зізнався, що є громадянином Росії. Про це він заявив, перебуваючи в тимчасово окупованому Севастополі.
17 січня 2015 російська держкорпорація «Ростех» заявила, що Захарченко буде працювати в апараті одного із заступників генерального директора корпорації.
25 березня 2015 включений до складу експертної ради комітету Держдуми з власності, займатиметься питаннями захисту майнових інтересів російських інвесторів за кордоном.

У грудні 2015 року Захарченко виступив на круглому столі в Москві, що був зорганізований партією «Справедлива Росія». Він заявив, що Україна діє у зв'язці з ІДІЛ: 
|  | Після здійсненого державного перевороту нова київська влада встановила пряме співробітництво з ІДІЛ. За даними наших джерел, американці безпосередньо звели Яроша в Багдаді з ісламістськими радикалами. Мета — перетворення України на транзитний центр для дестабілізації ситуації в Росії. Бойовики ІДІЛ мають можливість без проблем купувати абсолютно легальні документи на нове ім'я в Україні. Така послуга коштує 15 000 доларів. Бойовик може отримати нове ім'я, документи українського громадянина. Україна не входить до Євросоюзу, але звідси легко емігрувати на Захід чи на територію Росії. Можна стверджувати, що Україна стає одним з місць концентрації ісламістських терористів. Бойовики ІДІЛ використовують Україну як перевалочний пункт … ІДІЛ проводить масові страти цивільного населення — каральні батальйони на захопленій території Донбасу влаштовують розстріли мирного населення. Ідеологічно адепти «Ісламської держави» і української держави теж дуже близькі. Перші хочуть створити халіфат, прибравши всіх невірних, другі — побудувати Європу в Україні, ліквідувавши незгодних, особливо на сході країни. З геополітичної точки зору що ІДІЛ, що постмайданна Україна використовуються США для дестабілізації Європи. |

## Розслідування
20 квітня Печерський суд Києва виніс рішення у провадженні за фактами перевищення Захарченком влади та службових повноважень під час поставки гранат з РФ та розтрати грошових коштів МВС України в особливо великих розмірах на їх розмитнення. Згідно із даними слідства, за вказівкою чиновника було оплачено більше 1 млн 177 тис. грн митних платежів за ввезення гранат, які 18 та 19 лютого 2014 року було застосовано у центральній частині міста Києва до мітингувальників, внаслідок чого постраждало 86 осіб. Суд обрав Захарченку та його колишньому заступнику запобіжний заход у вигляді тримання під вартою (заочний арешт), що дає право обвинуваченню розпочати процедуру їхньої екстрадиції.
Працівники ДБР повідомили про підозру Захарченку у тому, що 2022 року він намагався схилити українських посадовців до зради.

## Санкції

Країни, де Захарченко під санкціями

### ЄС
28 лютого 2014 уряди Австрії, Швейцарії та Ліхтенштейну оголосили про арешт його активів з метою запобігання ризику незаконного привласнення фінансових активів української держави.
5 березня Рада Європейського Союзу ухвалила блокування коштів відстороненого Верховною Радою з посади Президента України Віктора Януковича, його синів Олександра і Віктора, екс-прем'єра Миколи Азарова і його сина Олексія, братів Андрія і Сергія Клюєвих, екс-генпрокурора Віктора Пшонки та його сина Артема, бізнесмена Сергія Курченка — загалом 17 осіб з числа колишніх урядовців та наближених до екс-президента Януковича, які підозрюються в незаконному використанні бюджетних коштів. Екс-голова МВС Віталій Захарченко також ввійшов в цей список.
У кінці січня 2019 суд скасував арешт 26 об'єктів нерухомості, пов'язаних із Захарченком, у рамках справи про незаконне збагачення і відмивання грошей, але невдовзі суд повторно наклав арешт на це майно.

### Канада
У червні 2024 року Канада ввела економічні санкції проти соратників Януковича, зокрема, проти Захарченка.

### Україна
26 лютого 2021 Захарченка на засіданні РНБО було включено до санкційного списку та позбавлено всіх державних нагород та звань. На початку 2023 року президент Зеленський позбавив Захарченка українського громадянства. 22 листопада 2024 року Захарченко Віталій Юрійович позбавлений державних нагород України та інших форм відзначення згідно Указу Президента №779/2024 

## Бізнес та власність
Хоча, відповідно до офіційної біографії, Віталій Захарченко жодного дня не працював у бізнесі, він володіє значними активами у різних частинах України:
- За моніторингом «Українського патенту» на Віталія Юрійовича Захарченка зареєстровані торгові знаки для товарів і послуг «Трибушани»[37] і «CarboKarp». Трибушани — це великий мармуровий кар'єр, матеріалом з якого викладали палац «Україна» і реставрували Одеський оперний театр, єдине в Україні місце, де є білий мармур.
- За даними видань, в Донецьку за адресою вулиця Торецька 46 продається 3-поверховий житловий будинок, побудований 2004 року, площєю 530 м² і вартістю в $1 млн. Будинок формально зареєстрований на Валентина Мельника — батька дружини Віталія Захарченка[38][39].
- маєтком у селі Підгірці Обухівського району Київської області.[40].
- з ім'ям Захарченка пов'язують телевізійний канал «112».[41].
- єдине в Україні золоторудне родовище — Мужіївське — належить «правій руці родини Захарченків у бізнесі», бізнесмену на прізвище Бредихін.[42]

## Критика
Відповідно до результатів дослідження фонду Демократичні ініціативи, під керівництвом Віталія Захарченка суспільна довіра до міліції досягла найнижчих значень за усю історію спостережень (з 2000 року) — мінус 47 %.
У порушення закону «Про засади запобігання і протидії корупції» Віталій Захарченко не опублікував свою декларацію про доходи за 2012 рік.

### Ворог преси
Міністр Віталій Захарченко разом з президентом Віктором Януковичем та прем'єр-міністром Миколою Азаровим стали найбільшими ворогами української преси у 2012—2013 роках за результатами щорічного дослідження Інституту масової інформації та Незалежної медіа-профспілки.

### Належність до«сім'ї Януковича»
Журналісти українського часопису Корреспондент вважають, що своїм стрімким кар'єрним ростом Захарченко зобов'язаний близкістю до старшого сина Віктора Януковича Олександра.

### Євромайдан

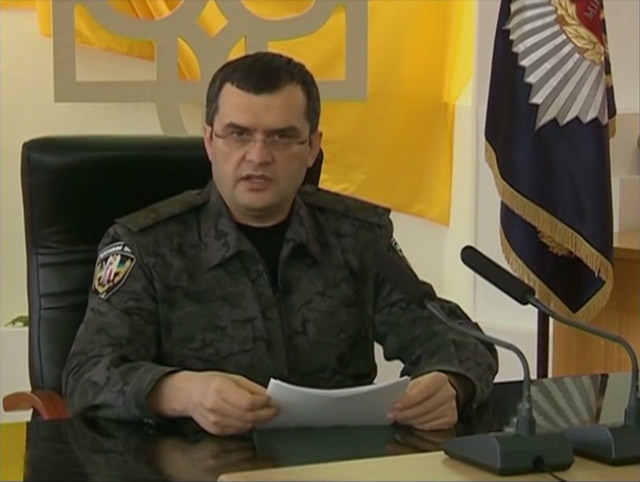
В останньому перед втечею з України зверненні оголошує про дозвіл на використання вогнепальної зброї

29 листопада 2013 народний депутат України Юрій Дерев'янко подав до Київського окружного адміністративного суду позов щодо притягнення до відповідальності Міністра внутрішніх справ Віталія Захарченка за бездіяльність при порушенні працівниками міліції прав людини під час масових акцій протесту, викликаних рішенням Уряду про призупинення підписання Угоди про асоціацію з ЄС. Зокрема йшлося про необґрунтоване та безпідставне застосування сльозогінного газу працівниками спецпідрозділу «Беркут» під час проведення мирної акції протесту під будинком Кабінету Міністрів України 25 листопада 2013 року. Натомність вже наступного дня після позову «Беркут» застосував безпрецедентно жорстокі дії проти мирних студентів Євромайдану, після яких десятки мітингувальників були змушені звернутися за медичною допомогою. Опозиція назвала відповідальними за цей злочин Президента Віктора Януковича і голову МВС Віталія Захарченка, зажадавши їхньої відставки і притягнення до кримінальної відповідальності як замовника і виконавця антиконституційних дій.
Після кривавого розгону мирних демонстрантів на Майдані Незалежності у ніч з 30 листопада на перше грудня 2013 року відставка міністра Захарченка стала однією з ключових вимог Євромайдану.

### Терор
Підписав наказ про видачу працівникам правоохоронних органів вогнепальної зброї для застосування її проти народу України нібито для роботи Антитерористичного центру при Службі безпеки України., чим грубо порушив норми міжнародного права.

## Колишні державні нагороди та звання
- 16 грудня 2011 президент Янукович присвоїв Захарченку звання генерал внутрішньої служби України.[53] Захарченко отримав звання «у зв'язку з переатестацією», перескочивши одразу через два щаблі.[54] Також Віталій Захарченко має наступні звання: головний державний радник податкової служби, доктор економічних наук та заслужений юрист України.
- Орден «За заслуги» III ст. (24 серпня 2013) — нагородження Захарченка президентом Януковичем сталося після Врадіївських подій та впровадження практики побиття громадських активістів, журналістів та народних депутатів.[55][56]
- Заслужений юрист України (23 серпня 2011)[57]
- 24 березня 2021 Віталія Захарченка, Дмитро Шакуро та Сергія Єлісєєва було позбавлено відзнак ГУР[58].
- 26 лютого 2021 року рішенням РНБО «Про застосування персональних спеціальних економічних та інших обмежувальних заходів (санкцій)» безстроково позбавлений державних нагород України, інших форм відзначення.[59]

## Цікаві факти
- Був членом Національної спілки журналістів України з 2004 по 2013. Його прийняли до НСЖУ, оскільки він деякий час працював телеведучим у Донецькій області. 24 грудня 2013 міністра внутрішніх справ Віталія Захарченка виключили зі членів Спілки через «недотримання вимог Євромайдану, частими випадками побиття журналістів та неналежному розслідуванні справ, що стосуються журналістської діяльності».[60]
- За пікет заміського маєтку Захарченка у грудні 2013 МВС відкрило кримінальне провадження.[61] Юрист Автомайдану Дмитро Йовдій назвав таку кваліфікацію справжнім абсурдом.[40]